# Acyperas
Acyperas is een geslacht van vlinders van de familie snuitmotten (Pyralidae), uit de onderfamilie Galleriinae.

## Soorten
- A. aurantiacella Hampson, 1901
- A. rubrella Hampson, 1901